# Bunsen-Gymnasium Heidelberg
Das Bunsen-Gymnasium ist ein staatliches Gymnasium in Heidelberg mit rund 950 Schülern und etwa 80 Lehrern. Es ist nach dem Chemiker Robert Wilhelm Bunsen benannt, der lange an der Universität Heidelberg wirkte.

## Geschichte
Das Bunsen-Gymnasium war eine Tochtergründung der Philipp-Lenard-Schule (später Helmholtz-Gymnasium) und wurde 1940 als Robert-Bunsen-Schule, Oberschule für Jungen eröffnet. Bis 1943 war es in der ehem. Lehrerbildungsanstalt (heute Altbau der PH) untergebracht, musste dann der Fa. BBC aus „kriegswichtigen“ Gründen weichen. 1946 mit dem Helmholtz-Gymnasium zusammengelegt, wurde der eigenständige Unterricht 1948-1953 gemeinsam mit dem Helmholtz-Gymnasium Heidelberg im Gebäude des ehemaligen Jesuitenkollegs in der Kettengasse der Heidelberger Altstadt erteilt. 1952–1955 wurde ein neues Gebäude im Neuenheimer Feld bezogen.

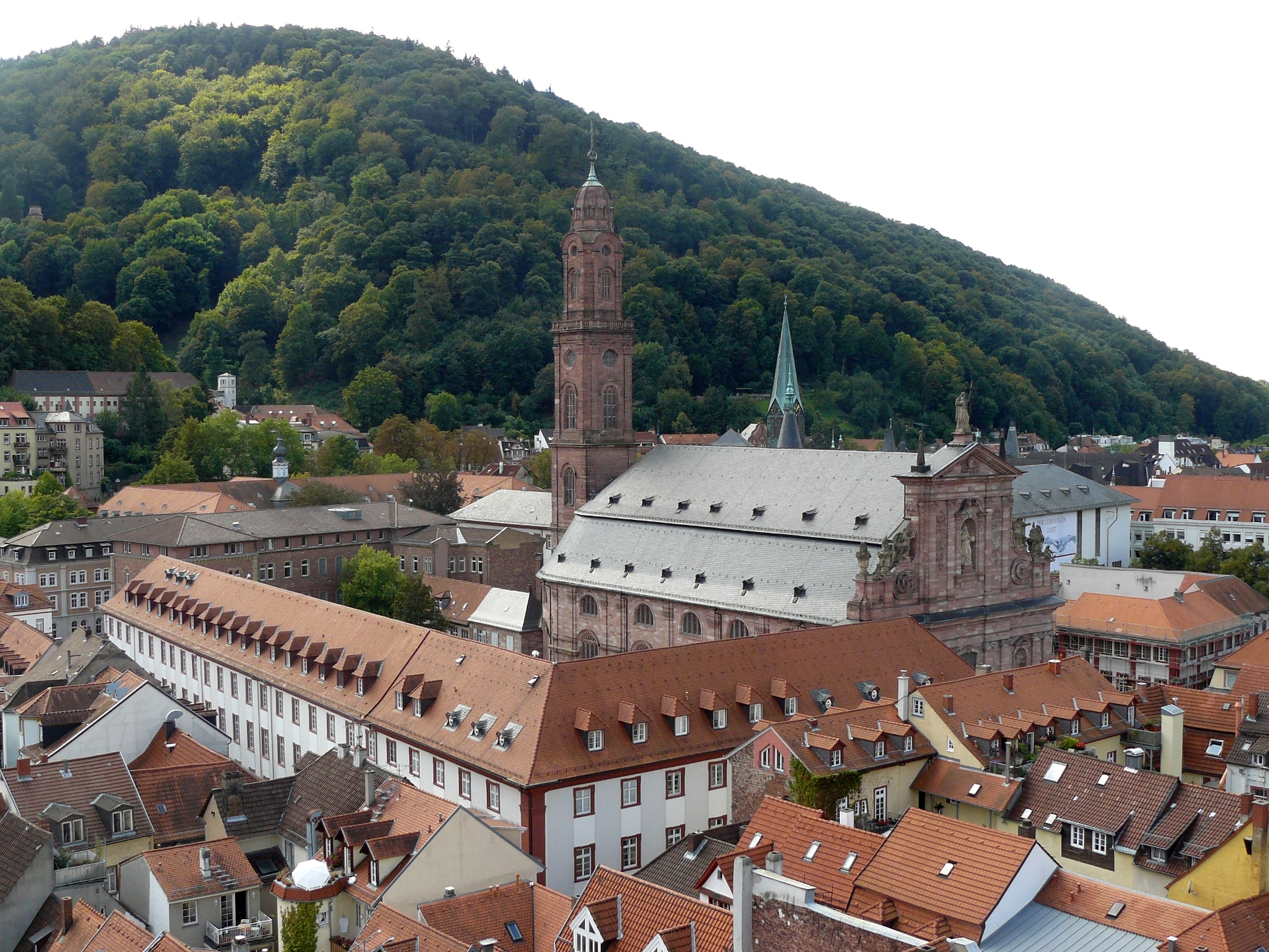
Das Bunsen- und das Helmholtz-Gymnasium waren von 1949 bis 1953 gemeinsam im alten Jesuitenkolleg in der Heidelberger Kettengasse neben der Jesuitenkirche untergebracht (unten links). Der Unterricht erfolgte vormittags und nachmittags im wöchentlichen Wechsel.

Ab 1969 wurden im sogenannten Französisch-Zug mit Französisch als erster Fremdsprache auch Mädchen aufgenommen. Das betraf jedoch nur eine von regelmäßig fünf Klassen der Jahrgangsstufe 5; die vier anderen Klassen begannen mit Latein oder Englisch als erster Fremdsprache und bestanden weiterhin nur aus männlichen Schülern. Erst seit 1973 galt die vollständige Koedukation.

## Gebäude, Lage

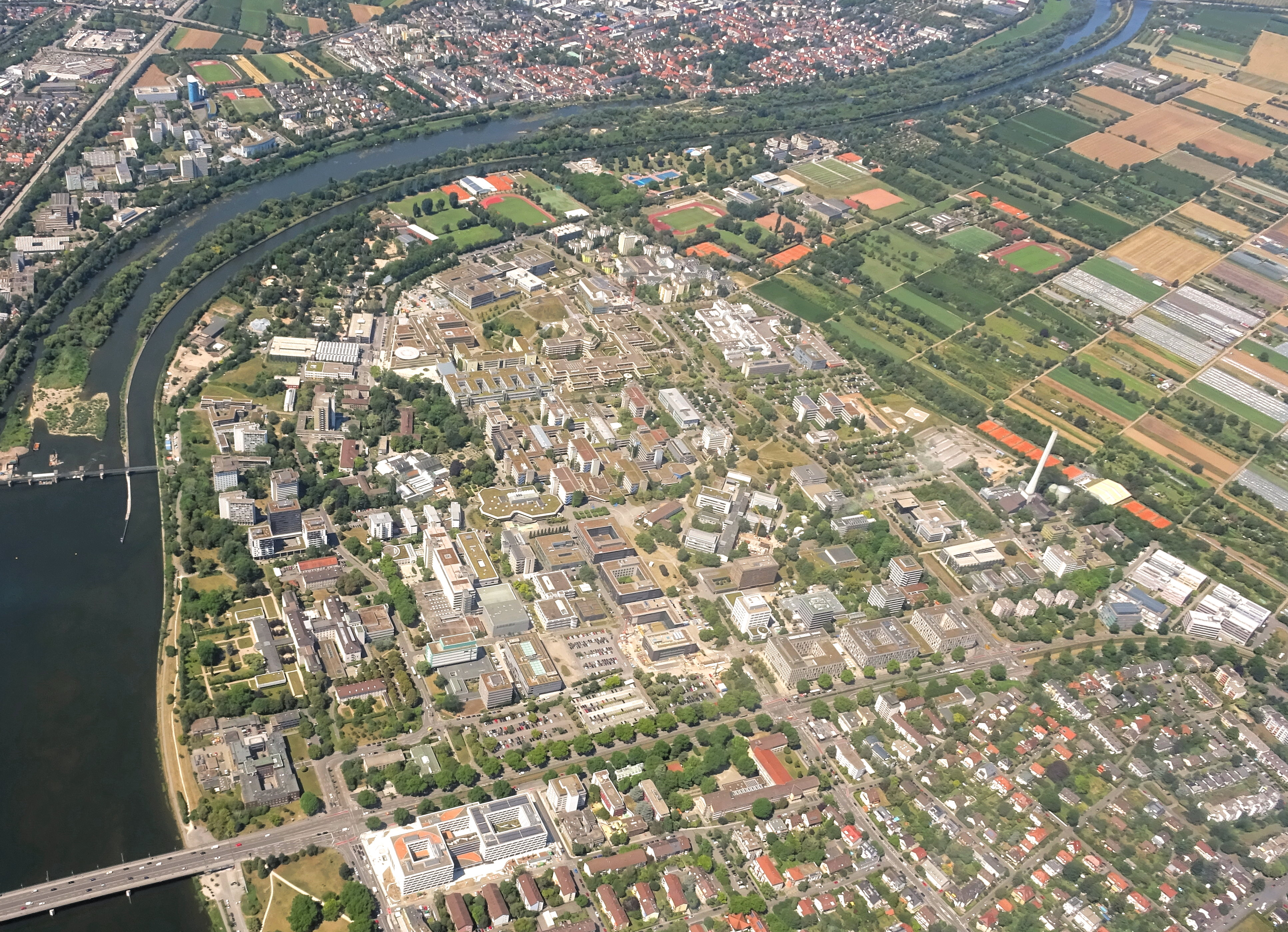
Luftbild des Universitätscampus Neuenheimer Feld in Heidelberg. Das Bunsen-Gymnasium liegt im Vordergrund, unterhalb der baumbestandenen Berliner Straße in deren Mitte.

Die Schule liegt am Rand des Neuenheimer Feldes, in dem auch ein Teil der Universität angesiedelt ist. Das Schulgebäude entstand 1953/54 mit Erweiterungen in den Jahren 1955 (Turnhalle), 1965 und 1971. Seit November 2016 verfügt das Bunsen-Gymnasium zudem über einen Neubau, in dem alle naturwissenschaftlichen Fächer unterrichtet werden. Im Juni 2017 wurde der Architektengruppe und den städtischen Planern für den neuen Anbau die sogenannte Hugo Häring-Auszeichnung vom Bund Deutscher Architekten (BDA) verliehen.

## Lehrangebote
Die Angebote der Schule sind sowohl fremdsprachlich als auch naturwissenschaftlich ausgerichtet.
Die Schule gehört zu den 45 deutschen Gymnasien des AbiBac-Abkommens, wodurch die vollwertige Anerkennung der Allgemeinen Hochschulreife in Frankreich gewährleistet ist. Dieses Abkommen wurde am 31. Mai 1994 zwischen den Regierungen der Bundesrepublik Deutschland und Frankreichs geschlossen. Partnerschule im Rahmen des AbiBac-Programms ist das Lycée Stanislas in Wissembourg im Elsass.
Zusätzlich nimmt die Schule an dem weitverbreiteten DELF-Programm teil, einem Zertifizierungs-Programm für die französische Sprache.
Den Schülern werden folgende Profile zur Wahl angeboten:
- bilinguales (zweisprachiges) Profil
- neusprachliches Profil
- naturwissenschaftlich-mathematisches Profil.

## Kooperationen
Das nahegelegene Institut für Umweltphysik der Universität Heidelberg stellt der Schule regelmäßig Wetterdaten zur Verfügung.
Mit dem Institut für Sport und Sportwissenschaft besteht seit Jahren eine Kooperation, in der regelmäßig Fachstudierende Unterrichtserfahrungen mit Schülern in deren regulärem Sportunterrichtsstunden sammeln können und ihrerseits durch ihre Mitarbeit in außergewöhnlichen und personalintensiveren Unterrichtsprojekten (u. a. in Kleingruppen) den Schülern Lernerfahrungen ermöglichen, die diese im gewöhnlichen Unterricht mit den Lehrkräften allein nicht gewinnen könnten.

## Ehemalige Schüler
- Wolfgang Haubold (* 1937), Chemiker und ehemaliger Präsident der Universität Hohenheim
- Horst Jung (* 1937), Physiker, Professor für Biophysik und Strahlenbiologie, Ordinarius in Hamburg, Beiratsvorsitzender des Hamburger Tumorzentrums[7]
- Klaus Staeck (* 1938), Grafikdesigner, Karikaturist und Jurist; 2006 bis 2015 Präsident der Akademie der Künste in Berlin[8]
- Anselm Kratochwil (* 1951), Biologe, Hochschulprofessor der Universität Osnabrück im Ruhestand und Vertreter der Biozönologie
- Gero von Boehm (* 1954), Fernsehjournalist
- Wolfgang Ketterle (* 1957), Physiker und Nobelpreisträger (im Jahr 2001)[9]
- Wolfgang Ernst (1957–2025), Oberbürgermeister von Leimen
- Thomas Elsässer (* 1957), Experimentalphysiker
- Bernd Schmitt (* 1957), Professor für International Business in der Marketing Division und seit 1999 Faculty Director des Center on Global Brand Leadership an der Columbia Business School der Columbia University in New York
- Matthias Joachim Maaß (1958–2019), Zeichner und Maler
- Uwe Haberkorn (* 1959), Nuklearmediziner und Hochschullehrer[10]
- Heike Schmoll (* 1962), Redakteurin bei der Frankfurter Allgemeinen Zeitung[11]
- Rainer Matsutani (* 1964), Regisseur
- Ruben Talberg (* 1964), Maler
- Michail Paweletz (* 1965), Fernsehjournalist
- Roman Pliske (* 1970), Verleger
- Stephan Harbarth (* 1971), Präsident des Bundesverfassungsgerichts, Mitglied des Deutschen Bundestages
- Cornelius Riese (* 1975), Manager
- Julia von Boehm (* 1979), Stylistin
- Alexander Föhr (* 1980), Politiker (CDU)
- Diana Göhringer (* 1980), Professorin für Adaptive Dynamische Systeme an der Technischen Universität Dresden
- Rike Holtz (* 1980), Regisseurin
- Paul Ripke (* 1981), Fotograf
- Danyal Bayaz (* 1983), Politiker (Grüne)
- Paul Zipser (* 1994), Basketballspieler